# Liphardus
De heilige Liphardus (eind 5e eeuw - Meung-sur-Loire, 550 à 565), ook Liphard of Lifard genoemd, was een rechtsgeleerde die een hoge functie in de magistratuur bekleedde  in Orléans en zich rond zijn veertigste terugtrok als heremiet in de moerassen van de Loiret, waar nu Meung-sur-Loire ligt, toen Magdunum genoemd. Enkele jaren later werd hij door Marcus de bisschop van Orléans (541-549) tot priester gewijd. Hij kreeg al snel een aantal volgelingen en samen kanaliseerden ze het water dat uit de freatische bel van Beauce opborrelde en de moerassen van de streek voedde. Zo ontstond de loop van de Mauve. Ze bouwden een kapel en stichtten later een klooster, waarvan hij de eerste abt werd. Zijn opvolger was de heilige Urbicius.
De legende verhaalt dat hij een grote draak temde die zijn klooster wilde vernietigen en daarom wordt hij dikwijls afgebeeld met een draak (Grote getijden van Anna van Bretagne). Hij werd al zeer snel vereerd in de Orléanais.
Zijn feestdag wordt gevierd op 3 juni.